# Sivatherium
Sivatherium (literalmente a besta de Shiva) é um animal da família da girafa (giraffidae) extinto que vivia na África e no sul da Ásia do Plioceno ao Holoceno.
O Sivatherium assemelha-se ao actual okapi embora fosse maior e mais pesado, medindo 2,2 metros até ao ombro. Tinha um par de chifres largos no cimo da cabeça e outro mais pequeno, à semelhança das girafas e okapis, sobre os olhos. Tinha ombros poderosos que ajudavam os músculos do pescoço a suportar a pesada cabeça.